# SOKO Leipzig/Staffel 17
Die siebzehnte Staffel der deutschen Krimiserie SOKO Leipzig umfasst 26 Episoden und feierte ihre Premiere am 16. September 2016 im ZDF. Das Finale wurde am 24. Februar 2017 gesendet.
Die Episoden der Staffel wurden auf dem freitäglichen 21:15-Uhr-Sendeplatz sowie teilweise um 22:00 Uhr erstausgestrahlt.
Erneut wurden, wie auch schon in vorangegangenen Staffeln, mit Wer Wind sät, Aus der Hölle und Chefsache drei Episoden in Spielfilmlänge (90 Minuten, anstatt der üblichen 45 Minuten Länge einer Episode) produziert.

## Darsteller
| Rollenname                                      | Schauspieler             |
| ----------------------------------------------- | ------------------------ |
| Kriminalhauptkommissar Hans-Joachim Trautzschke | Andreas Schmidt-Schaller |
| Kriminaloberkommissar Jan Maybach               | Marco Girnth             |
| Kriminaloberkommissarin Ina Zimmermann          | Melanie Marschke         |
| Kriminalkommissar Tom Kowalski                  | Steffen Schroeder        |
| Kriminalkommissarin Olivia Fareedi              | Nilam Farooq             |
| Laborant Lorenz Rettig                          | Daniel Steiner           |
| Rechtsmedizinerin Prof. Dr. Sabine Rossi        | Anna Stieblich           |
| Rechtsmedizinerin Dr. Mara Stein                | Judith Sehrbrock         |
| Kriminalhauptkommissarin Dagmar Schnee          | Petra Kleinert           |
| Leni Maybach                                    | Caroline Scholze         |
| Benni Maybach                                   | Maximilian Klas          |
| Jackie Löber                                    | Sinje Irslinger          |
| Staatsanwalt Dr. Alexander Binz                 | Michael Rotschopf        |

## Episoden
| Nr. (ges.) | Nr. (St.) | Originaltitel           | Erstausstrahlung D | Regie              | Drehbuch                                    | Zuschauer | Prod. code |
| --- | --------- | ----------------------- | ------------------ | ------------------ | ------------------------------------------- | --------- | ---------- |
| 302 | 1         | Wunschkind              | 16. Sep. 2016      | Sven Fehrensen     | Wiebke Jaspersen, Wolf-R. Kuhl              | 4,05 Mio. | 320        |
| Die Ermittler finden den ermordeten Musikprofessor Christian Lerch. Er war mit seiner Frau kurz davor, ihren Kinderwunsch zu erfüllen und ein Kind zu adoptieren. Der erste Verdacht ist Mord aus Eifersucht, da es scheint als hätte Lerch eine Affäre mit der jungen Karola, die er aus der Kinderwunschklinik kannte. Sie wird ebenfalls ermordet. Die Vernehmung von Lerchs Frau und Karolas Freund bringt die Ermittlungen nicht voran, doch dann führt eine Spur in die Kinderwunschklinik, wo fatale Zusammenhänge aufgeklärt werden. Gastdarsteller: Fanny Staffa als Karin Lärcher, Stephanie Eidt als Kathrin Lerch, Michael Baral als Alex Schuppe, Christoph Grunert als Dr. Peter Koch, Stephan Möller-Titel als Thomas Lärcher, Martina Ysker als Silke, Cornelia Lippert als Frau Ries |           |                         |                    |                    |                                             |           |            |
| 303 | 2         | Beste Freundin          | 23. Sep. 2016      | Robert del Maestro | Jeanet Pfitzer, Frank Koopmann, Roland Heep | 4,19 Mio. | 328        |
| Jessica Strobel stirbt bei ihrem Junggesellinnenabschied, nachdem sie im Hotel statt Alkohol hochdosiertes Nervengift zu sich genommen hat. Die Vermutung bestätigt sich, dass sie vergiftet wurde, doch den Ermittlern fehlt das Motiv. Bei der Vernehmung ihrer drei Freundinnen weisen diese alle Schuld von sich. Als Jessicas Verlobter Christian Müller in den Fokus der Ermittlungen rückt, wird das Geheimnis eines mysteriösen Ereignisses aus Jessicas Vergangenheit enthüllt, welches zu einer schockierenden Auflösung des Falls führt. Gastdarsteller: Luise Helm als Sophie Rocard, Natalia Rudziewicz als Zoe Kaufmann, Heike Warmuth als Dorothee Weyers, Stefan König als Christian Müller, Katharina Schmidt als Jessica Strobel |           |                         |                    |                    |                                             |           |            |
| 304 | 3         | Undercover – Teil 1     | 30. Sep. 2016      | Jörg Mielich       | Axel Hildebrand                             | 4,20 Mio. | 321        |
| Als zwei BKA-Ermittler bei einem rätselhaften Autounfall sterben, springen die Ermittler Jan Maybach und Ina Zimmermann für diese ein und ermitteln undercover als vermeintliches Ehepaar. Eine wasserdichte Sicherheitssoftware soll der Stadt Leipzig verkauft werden, doch der Programmierer David Bartz hat als Whistleblower Beweise für gravierende Sicherheitslücken gesammelt. Momentan schwebt er in Lebensgefahr, weshalb er beschützt werden muss. Nachdem bekannt wurde, dass die Unfallursache ein Car-Hacking ist, welches die Bordelektronik von außen manipuliert hat, fällt der Verdacht auf den Programmierer David Bartz. Während des Undercover-Einsatzes, bei dem Jan Maybach und Ina Zimmermann ein Ehepaar spielen, kommen sich die beiden näher. Gastdarsteller: Brigitte Zeh als Angela Gerger, Alexander Finkenwirth als David Bartz, Philipp Baltus als Hanno Schultz, Julia-Maria Köhler als Ricarda Schultz, Teresa Weißbach als Louise Hellmann, Simon Licht als Dr. Bertram Hellmann, Thomas Dehler als Sebastian Ellermann, Thomas Schendel als Jurek Holst   |           |                         |                    |                    |                                             |           |            |
| 305 | 4         | Undercover – Teil 2     | 7. Okt. 2016       | Jörg Mielich       | Axel Hildebrand                             | 4,09 Mio. | 322        |
| Um den Whistleblower David Bartz zu beschützen, mit dessen Hilfe ein großer Sicherheitsskandal aufgedeckt werden könnte, ermitteln die Kommissare Ina Zimmermann und Jan Maybach undercover. Nachdem die Ermittler eine Entführung des Programmierers verhindern konnten, erfahren sie, dass der Angreifer nicht allein handelte, sondern einen Hintermann haben muss. David Bartz schwebt also immer noch in Lebensgefahr und kurz vor der Übergabe der Beweise kommt es zu einem Attentat. Gastdarsteller: Alexander Finkenwirth als David Bartz, Simon Licht als Dr. Bertram Hellmann, Philipp Baltus als Hanno Schultz, Brigitte Zeh als Angela Gerger, Julia-Maria Köhler als Ricarda Schultz, Teresa Weißbach als Louise Hellmann, Thomas Dehler als Sebastian Ellermann, Thomas Schendel als Jurek Holst |           |                         |                    |                    |                                             |           |            |
| 306 | 5         | Gestohlenes Leben       | 14. Okt. 2016      | Sven Fehrensen     | Eva Zahn, Volker A. Zahn                    | 4,07 Mio. | 331        |
| Nachdem ein Koffer mit menschlichen Stammzellen, die dem an Leukämie erkrankten Elias Bermann transplantiert werden sollten, am Bahnhof gestohlen wird, verlangt der Dieb 1,5 Millionen Euro für die Herausgabe des Koffers. Da die Zellen nur wenige Stunden haltbar sind und Elias Bermann ohne die Zellen sterben würde, da sein Immunsystem vor der Transplantation zerstört wurde, müssen die Ermittler diesen Koffer dringend finden. Währenddessen versucht Kommissar Jan Maybach seine Familie wieder zusammenzuführen. Gastdarsteller: Oliver Stokowski als Fritz Bermann, Ines Lutz als Bea Lenz, Ralf Dittrich als August Bermann, Max Wagner als Dennis Simonek, Hauke Diekamp als Elias Bermann, Rainer Winkelvoss als Dr. Schmidbauer |           |                         |                    |                    |                                             |           |            |
| 307 | 6         | Harte Jungs             | 21. Okt. 2016      | Sven Fehrensen     | Eva Zahn, Volker A. Zahn                    | 4,10 Mio. | 332        |
| Als ein SEK-Mann in Dresden mit einem Präzisionsgewehr erschossen und es Indizien gibt, die auf einen Mörder aus den eigenen Reihen deuten, ermitteln die Kommissare Jan Maybach und Ina Zimmermann als externe Ermittler. Dabei enthüllen sie die SEK-Truppe als ein wüstes Schlachtfeld aufgrund von Pannen-Einsätzen, Mobbing und handfesten internen Auseinandersetzungen. Doch Kommissar Jan Maybach ist nebenbei mit seinen eigenen Problemen beschäftigt, denn wie es scheint, macht Leni Maybach die Beziehungspause nicht so viel aus. Gastdarsteller: Rick Okon als Patrick Ritter, Dirk Borchardt als Kai Hermann, Josef Heynert als Marcel Rekowski, Martin Bergmann als Björn Walters, Christin Heim als Lara Walters, Julia Preuß als Jenny Ritter |           |                         |                    |                    |                                             |           |            |
| 308 | 7         | Schutzlos               | 28. Okt. 2016      | Sven Fehrensen     | Eva Zahn, Volker A. Zahn                    | 3,94 Mio. | 333        |
| Dana Schröder wird einen Tag, nachdem sie unter Drogeneinfluss ein Baby zur Welt brachte und nach der Geburt aus dem Krankenhaus verschwand, um neues Chrystal Meth zu bekommen, tot aufgefunden. Die Ermittler finden sie mit einem Kissen erstickt im Apartment ihrer besten Freundin Melanie Lottmann, welche daraufhin verschwunden ist. Nicht nur sie, sondern auch ein Dealer und der Vater des Babys, welcher unter schweren Entzugsentscheidungen leidet, sind verdächtig. Gerade jetzt läuft es zwischen Kommissar Jan Maybach und Leni Maybach wieder besser, bis durch ein falsches Wort die romantische Stimmung wieder gekippt wird. Gastdarsteller: Johanna Gastdorf als Anja Schröder, Ceci Chuh als Melanie Lottmann, Jan Krauter als Jens Langhardt, Peter Benedict als Reiner Schröder, Robert Schupp als Michael Bamberg, Angela Scherz als Dr. Pohl, Odine Johne als Dana Schröder |           |                         |                    |                    |                                             |           |            |
| 309 | 8         | Heimatlos               | 4. Nov. 2016       | Sven Fehrensen     | Eva Zahn, Volker A. Zahn                    | 4,50 Mio. | 334        |
| Der Iraker Bassam Alaya wird in der Nähe eines Flüchtlingsheims erstochen aufgefunden. Dort kommt es schon seit einigen Wochen zu Unruhen. Verdächtig für den Mord sind zum einen rechtsextreme Gruppierungen, die sich für eine Schließung des Heims einsetzen, aber auch Mitbewohner des Irakers. Kommissarin Olivia Fareedi arbeitet ehrenamtlich in dem Heim und ist mit dem Heimbewohner Tarik Nazemi liiert, der in dem Mordfall tatverdächtig ist. Gastdarsteller: Arnd Klawitter als Christian Maier, Rainer Sellien als Andreas Ott, Burak Yiğit als Tarik Nazemi, Henning Peker als Jürgen Kruse, Korkmaz Arslan als Ramin Habib, Peter Weiss als Jonas Stetten |           |                         |                    |                    |                                             |           |            |
| 310 | 9         | Vermisstes Kind         | 11. Nov. 2016      | Robert del Maestro | Jan Braren                                  | 3,69 Mio. | 327        |
| Die achtjährige Viktoria Walser wurde entführt, als ihre Eltern bei einer Feier waren. Kommissar Tom Kowalski verdächtigt ihren Vater Henry Walser aufgrund seiner widersprüchlichen Aussagen. Ebenfalls verdächtig ist Ronny Lewek, ein vorbestrafter Pädophiler. Er arbeitet trotz Verbot als Gärtner an Viktorias Schule, aber er hat ein Alibi. Als Kommissarin Ina Zimmermann auf eigene Faust weiter ermittelt, gerät sie dabei in tödliche Gefahr. Gastdarsteller: Friederike Linke als Sarah Walser, Felix Knopp als Henry Walser, Sebastian Weber als Ronny Lewek, Rike Eckermann als Jutta Lewek, Anna Hopperdietz als Nachbarin |           |                         |                    |                    |                                             |           |            |
| 311 | 10        | Tod eines Kollegen      | 11. Nov. 2016      | Andreas Morell     | Jeanet Pfitzer, Frank Koopmann, Roland Heep | 3,23 Mio. | 335        |
| Nach Dienstschluss findet Kommissarin Ina Zimmermann im Treppenhaus der Polizeidirektion die Leiche eines jungen Kollegen von der Sitte. Sie lässt das Gebäude abriegeln, da sich der Täter noch im Gebäude aufhalten muss, und beginnt mit ihren Kollegen die Ermittlungen. Außer den Ermittlern befinden sich sonst nur die Rotlichtgröße Ladislaus Horn sowie Dagmar Schnee und die Kollegen des Opfers im Gebäude. Es wird ein Täter aus den eigenen Reihen vermutet. In dieser Nacht liegen bei allen Beteiligten die Nerven blank, vor allem bei Kommissar Tom Kowalski. Gerade an diesem Tag ist ihm ein junges Mädchen begegnet, die behauptet, seine Tochter zu sein. Gastdarsteller: Mirko Lang als Dennis Rother, Dirk Martens als Ladislaus Horn, Janina Elkin als Polina Daschkowa, Parbet Chugh als Raza Afridi |           |                         |                    |                    |                                             |           |            |
| 312 | 11        | Not-OP                  | 18. Nov. 2016      | Andreas Morell     | Jeanet Pfitzer, Frank Koopmann, Roland Heep | 4,99 Mio. | 336        |
| Ein Tankstellenüberfall von Andreas Seiler und seinem Sohn Marvin Seiler endet in einem Desaster. Der Angestellte der Tankstelle wird erschossen und Marvin Seiler wird schwer verletzt. Um ihn zu retten, entführt Andreas Seiler einen Rettungswagen. In diesem Rettungswagen befindet sich Jans Sohn Benni Maybach, der zusammen mit seiner Freundin Esther Bischof und einem Notarzt Dienst hat. Sie werden mit vorgehaltener Pistole gezwungen, das Leben von Marvin Seiler zu retten. Doch sollte dieser sterben, so werde es auch ihr Todesurteil sein. Währenddessen versuchen die Ermittler, den entführten Rettungswagen zu finden. Zugleich soll ein Vaterschaftstest Gewissheit bringen, ob Tom Kowalski wirklich der Vater von Jackie ist. Gastdarsteller: Karoline Teska als Esther Bischof, Sylvana Krappatsch als Grit Seiler, Arved Birnbaum als Andreas Seiler, Loris Kubeng als Marvin Seiler, Matthias Matz als Dr. Brune, Walid Al Atiyat als Kassierer Ammar Malik, Thomas Gerber als Robert Führmann                                                                   |           |                         |                    |                    |                                             |           |            |
| 313 | 12        | Horrorhaus              | 25. Nov. 2016      | Andreas Morell     | Jeanet Pfitzer, Frank Koopmann, Roland Heep | 4,46 Mio. | 337        |
| Ein Bewohner des als „Horrorhaus“ bekannten Wohngebäudes wird ermordet im Hof aufgefunden. Der Eigentümer wollte das Haus kernsanieren, doch die Mieter wollten nicht ausziehen. Da er die Mieter nicht auf legalem Weg loswerden konnte, versuchte er sie durch lautstarke Umbauarbeiten Tag und Nacht, zugemauerte Fenster und abgestelltes Wasser zu vertreiben. Zusätzlich vermietete er im Erdgeschoss Schlafplätze an ein halbes Dutzend Roma, die Lärm, Chaos und Müll verursachen. Doch auch das änderte nichts, bis einer von ihnen ermordet wurde. Währenddessen denkt Kommissar Tom Kowalski darüber nach, mit seiner Tochter Jackie zusammenzuziehen. Gastdarsteller: Ernst-Georg Schwill als Joseph Sowa, Robert Alexander Baer als Rigo Holomek, Anja Schneider als Sharon Bender, Tom Radisch als Markus Reimann, Mateja Meded als Sorina Holomek, Lukas Schust als Justin Bender, Christian Ahlers als Norbert Pieler |           |                         |                    |                    |                                             |           |            |
| 314 | 13        | Väter                   | 2. Dez. 2016       | Andreas Morell     | Manuel Meimberg                             | 4,69 Mio. | 338        |
| Durch den Fall eines toten Jugendlichen gelangen die Ermittler in die kommunale Politik, wo Uneinigkeit über die Unterstützung von Straßenkindern und jungen Kriminellen herrscht. Sozialpädagoge Ralf Meineke kämpft für die Anerkennung von Sekundärprävention. Doch Wolfgang Witting, der das Budget für Leipzigs Jugendarbeit verteilt, ist der Meinung, dass kriminell gewordenen Jugendlichen nicht mehr zu helfen sei. Mit der Zeit verliert Witting immer mehr den Zugang zu seinem Sohn Florian, bis Florian schließlich auch zu diesen Jugendlichen gehört. Gastdarsteller: Ole Puppe als Ralf Meineke, Jörg Witte als Wolfgang Witting, Timur Bartels als Florian Witting, Leon Seidel als Kevin Etting, Emelie Kundrun als Nina Blum, Dorothea Arnold als Caro Witting, Janosch Lencer als Marc Holtbach |           |                         |                    |                    |                                             |           |            |
| 315 | 14        | Neues Leben             | 9. Dez. 2016       | Oren Schmuckler    | Axel Hildebrand                             | 4,52 Mio. | 340        |
| Die Ermittler finden in einem LKW tote Flüchtlinge, wobei auch einige überlebten. Philipp Glaser, der Fahrer des LKWs, ist flüchtig und die Spedition, wo er arbeitet, behauptet, nichts davon gewusst zu haben. Die Kommissare sind sich eigentlich schon fast sicher, dass er der Täter ist, obwohl er kein Motiv hatte. Dazu kommt, dass die Flüchtlinge auch keine Wertgegenstände bei sich hatten. Doch dann findet Prof. Rossi heraus, dass die Flüchtlinge nicht erstickt sind, sondern mit dem Frostschutzmittel aus dem LKW vergiftet wurden. Gastdarsteller: Gerit Kling als Bettina Nowici, Joan Pascu als Dimitrij Dorel, Anton Spieker als Philipp Glaser, Alexandru Cirneala als Timur, Katja Plodzistaya als Julika, Artjom Gilz als Ruslan, Jorres Risse als Rico, Thorsten Giese als PKW-Fahrer |           |                         |                    |                    |                                             |           |            |
| 316 | 15        | Kein Platz für Moral    | 16. Dez. 2016      | Oren Schmuckler    | Uwe Kossmann, Markus Hoffmann               | 4,23 Mio. | 341        |
| Als Dagmar Schnee von ihrem alten Bekannten Thomas Ullmann erfährt, dass dessen Frau im Sterben liegt, hilft sie ihm bei einem Problem. Dafür will sie eine Frau inoffiziell ausfindig machen, die Thomas Ullmann angeblich den Ehering raubte. Doch als ihr dies gelingt, ist jene Frau verschwunden und ihre Spur führt in ein Hotel, in dem ein Freier ermordet und ausgeraubt wurde. Dagmar Schnee ahnt, dass Thomas Ullmann ihr nicht die ganze Wahrheit erzählt hat. Als jedoch auch die anderen Ermittler von Dagmars Aktion erfahren, wird diese selbst zum Opfer ihrer Hilfsbereitschaft. Gastdarsteller: Stephan Szász als Thomas Ullmann, Alev Irmak als Semira Hemidi, Janusz Cichocki als Tymon Blaschek, Jennifer Demmel als Fahrerin, Janine Kreß als Frauenhausleiterin |           |                         |                    |                    |                                             |           |            |
| 317 | 16        | Der Kanal               | 23. Dez. 2016      | Oren Schmuckler    | Manuel Meimberg                             | 4,51 Mio. | 342        |
| Im Kanalsystem der Stadt treibt die Leiche des Profi-Kanut Ansgar Armbruster, der von seiner Frau bereits drei Tage zuvor als vermisst gemeldet wurde. Sein Leben spielte sich größtenteils auf dem Wasser ab. Sein zehnjähriger Sohn Linus ist ebenfalls Profi-Kanut. Durch den Sport hat Ansgars Frau Nina das Verhältnis zu ihrem Sohn verloren. Kommissar Hajo Trautzschke kann sich immer noch nicht mit dem Gedanken anfreunden, bald in Rente zu gehen. Er hat sich bisher nur Prof. Rossi anvertraut, doch langsam macht sich seine Geheimniskrämerei auch im Team bemerkbar. Gastdarsteller: Stephanie Petrowitz als Olga Koch, Alexandra Gottschlich als Nina Armbruster, Sina Martens als Lydia Klein, Daniel Fritz als Ansgar Armbruster, Johann Schroeder als Linus Armbruster, Peer-Uwe Teska als Rainer Hoff |           |                         |                    |                    |                                             |           |            |
| 318 | 17        | Der Strahl              | 30. Dez. 2016      | Oren Schmuckler    | Gabriel Merz, Michael Zeeh                  | 4,78 Mio. | 339        |
| Der vereinsamte Pensionär Karl Rosenberg wird von den Ermittlern tot in seiner Wohnung aufgefunden. Ungewöhnlich ist, dass er sitzend an die Decke starrt und eine Pistole mit sich trägt. Vermutlich wurde er Opfer der Gentrifizierung, da er der letzte Bewohner eines maroden Mietshauses war und die Hausverwaltung ihn loswerden wollte. Jedoch kommen den Ermittlern wegen der perfiden Tötungsart und kyrillischen Zeichen Zweifel auf. Als eine weitere Leiche auftaucht, die das erste Opfer kannte, wird klar, dass ein Profi am Werk ist. Dieser hat außerdem noch ein weiteres Opfer auf seiner Liste stehen. Gastdarsteller: Hans Klima als Albert Kitzl, Luc Feit als Obdachloser, Hannes Wegener als Patrick Heinrich, Michael Günther Bard als Hausmeister Zenker, Johannes Kiebranz als Karl Rosenberg, Gerhard Bös als Harald Michalek, Marie Ulbricht als Lilly Heinrich, Alexander Pensel als Soltan Heinrich, Michael Silbereisen als Arzt, Axel Sichrovsky als Karl Rosenberg (jung), Samuel Lopez als Patrick Heinrich (jung), Jürgen Lehmann als Albert Kitzl (jung) |           |                         |                    |                    |                                             |           |            |
| 319 | 18        | Wer Wind sät (90 min.)  | 6. Jan. 2017       | Andy Fetscher      | Jan Braren                                  | 5,76 Mio. | 329/330    |
| Die Theaterschauspielerin Hannah Falck wird tot auf einem Rastplatz aufgefunden. Sie hatte eine leidenschaftliche Affäre mit dem Politikberater Lars Möller. Jedoch verschwand sie spurlos nach einem heftigen Streit, weshalb Möller in Untersuchungshaft muss. Die Kollegen der Autobahnpolizei und ein LKW-Fahrer, der dort übernachtet hat, könnten mögliche Zeugen der Tat sein. Unter Verdacht stehen außerdem noch Hans Wachsler, der Ex-Mann der Toten, und dessen neue Freundin Frieda Sukova. Gastdarsteller: Thomas Heinze als Dr. Lars Möller, Emily Cox als Hannah Falck, Simon Schwarz als Frank Gruber, Maik Solbach als Hans Wachsler, Oona Devi Liebich als Frieda Sukova, Barbara Sotelsek als Frau Möller, Jörg Westphal als Klaus Diepholz, Julia Schäfle als Sandra Ramcke, Carolin Haupt als Marie Kresslin |           |                         |                    |                    |                                             |           |            |
| 320 | 19        | Aus der Hölle (90 min.) | 13. Jan. 2017      | Robert del Maestro | Ulf Tschauder                               | 4,98 Mio. | 325/326    |
| Die Ermittler finden die Leiche eines ermordeten Rentners vor seiner Kirche. Gemeinsam mit seiner Frau Nora Pettker hatte er den syrischen Flüchtling Amir Mahrous bei sich zu Hause aufgenommen. Leipzigs Islamgegner fordern ein härteres Durchgreifen gegen den Terror. Tatsächlich entdecken die Ermittler eine Dschihadisten-Gruppe. Jedoch tritt ein Mann, der die Gruppe verlassen will, da er genug von Krieg und Gewalt gegen Unschuldige hat, mit Kommissar Tom Kowalski in Kontakt. Für den Austausch von Informationen über geplante Anschläge stellt der Deutschtürke Bedingungen, was bei den anderen Ermittlern für Skepsis sorgt. Zusätzlich ist Vera Doering vom BKA bei den Ermittlungen beteiligt. Gastdarsteller: Erika Skrotzki als Vera Doering, Ole Fischer als Bastian Drewitz, René Ifrah als Amir Mahrous, Alireza Bayram als Hamit Yakül, Brigitte Böttrich als Nora Pettker, Eray Egilmez als Said Fatih-Imam, Danne Suckel als Katja Böddener, Anna Schimrigk als Milena Brandes, Albrecht Ganskopf als Michael Brandes                                          |           |                         |                    |                    |                                             |           |            |
| 321 | 20        | Aus der Deckung         | 20. Jan. 2017      | Jörg Mielich       | Markus Hoffmann, Uwe Kossmann               | 4,94 Mio. | 343        |
| Auf dem Spielfeld finden die Kommissare den ermordeten Jörn Bellhoff, der durch einen brutalen Tackle-Angriff starb. Bellhoff war der Trainer einer American-Football-Jugendmannschaft. Die Ermittler finden heraus, dass er sich bei einer Vereinsfeier an einer der Cheerleaderinnen vergangen hat, woraufhin deren Freund unter Verdacht steht. Außerdem haben Bellhoffs Frau Roswitha Bellhoff und sein stottender Sohn Sascha Bellhoff ein Motiv für den Mord. Gastdarsteller: Dennis Mojen als Sascha Bellhoff, Isis Krüger als Roswitha Bellhoff, Anna Herrmann als Shayenne Lohse, Dennis Herrmann als Dr. Martin Klaßen, Daniel Rodic als Ojay, Daniel Axt als Piet, Damian Thüne als Ritze, Frank Leo Schröder als Jörn Bellhoff |           |                         |                    |                    |                                             |           |            |
| 322 | 21        | Ein Fall für Rettig     | 20. Jan. 2017      | Jörg Mielich       | Jeanet Pfitzer, Frank Koopmann, Roland Heep | 3,45 Mio. | 345        |
| Der Wissenschaftler Constantin Pollander wird in einem modernen Forschungslabor von einem Roboterarm erschlagen. Für die Ermittlungen wird Laborant Lorenz Rettig an den Tatort bestellt, um herauszufinden, ob der Roboter selbstständig oder vorsätzlich gehandelt hat. Tatsächlich findet er heraus, dass der Programmcode des Steuercomputers manipuliert wurde. Bei sich zu Hause trifft Lorenz Rettig auf seine neue Nachbarin Anne Fiori, die es schafft, den scheuen Forensiker, der normalerweise nicht viel mit Menschen anfangen kann, aufzutauen. Sie besucht ihn sogar in seinem Labor, doch am nächsten Morgen fehlt dort ein wichtiges Beweisstück. Rettig fragt sich, ob seine Nachbarin wirklich etwas für ihn empfindet oder ihm nur etwas vorgespielt hat. Gastdarsteller: Lena Dörrie als Anne Fiori, Nike Fuhrmann als Caro Freitag, Sascha Quade als Anton Fiori, Jörn Hentschel als Dirk Blatter, Stephan Fiedler als Constantin Pollander |           |                         |                    |                    |                                             |           |            |
| 323 | 22        | Der Wert des Lebens     | 27. Jan. 2017      | Jörg Mielich       | Axel Hildebrand                             | 5,01 Mio. | 344        |
| Der unter schweren Depressionen leidende Rentner Bodo Stoltz wird tot in seiner Wohnung aufgefunden. Da sich der Rentner nach dem Tod sehnte, fragen sich die Ermittler, ob ihm jemand dabei geholfen hat. Unter Verdacht steht seine Tochter Annika Stoltz, die zugibt, die Krankheit kaum noch ertragen zu haben, ihn aber nicht umgebracht zu haben. Ebenfalls unter Verdacht steht der Psychiater Prof. Selcher, dessen Therapiegruppe Bodo Stoltz besuchte. Der Psychiater vertritt extreme Thesen zum Recht auf Freitod, doch die Kommissare fragen sich, ob er diese Thesen auch in die Tat umsetzt und seinen Patienten tödliche Medikamente besorgt. Gastdarsteller: Martin Lidow als Prof. Dr. Martin Selcher, Annika Olbrich als Gesa Habermann, Julia Brendler als Annika Stoltz, Philipp Lind als Lukas Brenner, Cristin König als Beatrice Ludwig, Peter Kock als Bodo Stoltz |           |                         |                    |                    |                                             |           |            |
| 324 | 23        | Frankenstein            | 3. Feb. 2017       | Herwig Fischer     | Manuel Meimberg                             | 4,73 Mio. | 347        |
| Die Leiche von Tanja Wolf wird in Klinikabfällen gefunden. Sie hat vor ihrem Tod zusammen mit ihrem Mann gegen die ethisch fragwürdigen Pläne der Forschung eines Labors an künstlichem Gewebe mit Hilfe von medizinischen 3D-Druckern protestiert. Somit protestierte sie auch gegen ihre Schwester Caro Peters, die in diesem Labor arbeitet. Früher waren die Schwestern und ihre Männer unzertrennlich, bis die unterschiedliche Einstellung zur Forschung sie spaltete. Gastdarsteller: Annika Kuhl als Carola Peters, Patrick Rapold als Thomas Wolf, Leopold Hornung als Klaus Wolf, Martin Horn als Professor Hansen, Anika Baumann als Tanja Wolf |           |                         |                    |                    |                                             |           |            |
| 325 | 24        | Endstation Hostel       | 10. Feb. 2017      | Herwig Fischer     | Wiebke Jaspersen, Wolf-R. Kuhl              | 5,60 Mio. | 346        |
| Lara Seidel, eine junge Reisejournalistin, die bereits am Vorabend von ihrem Freund als vermisst gemeldet wurde, wird tot aufgefunden. Eine Spur führt zu einem Hostel. Für die Ermittler wirken sowohl die Betreiber als auch der Koch des Hostels verdächtig. Ohne das Wissen von Kommissar Tom Kowalski hat sich seine Tochter Jackie in diesem Hostel einen Job als Zimmermädchen besorgt. Doch im Alleingang macht sie schließlich eine entscheidende Entdeckung. Auch Johannes Breuer, der Freund des Opfers, versucht sich in den Fall einzumischen um den Mörder seiner Freundin zu finden. Gastdarsteller: Johannes Suhm als Johannes Breuer, Katja Danowski als Julia Wernicke, Matthias Kelle als Tilman Wernicke, Till Wonka als Nick Wolter, Cynthia Micas als Hostelgast, Christian Clauß als Stefan Lindner, Heike Ronniger als Fahrschullehrerin |           |                         |                    |                    |                                             |           |            |
| 326 | 25        | Einmal im Leben         | 17. Feb. 2017      | Patrick Winczewski | Axel Hildebrand                             | 4,73 Mio. | –          |
| Die Kommissare finden die Leiche des Bordell-Leiters Marco Kovac, der anscheinend einem Bandenkrieg innerhalb des Milieus zum Opfer fiel. Dabei ging es vermutlich um die Neuaufteilung des Marktes, da Rotlicht-Boss Harro Bender erneut auf freiem Fuß ist. Doch auch dieser wird ermordet, wodurch sich eine neue Spur zur verschwundenen Prostituierten Nora ergibt. Dagmar Schnee und Rico Baerwald vom MEK kommen sich während der Ermittlungen wieder näher und geraten in eine lebensgefährliche Situation. Gastdarsteller: Wolfgang Maria Bauer als Harro Bender, Vlad Chiriac als Pavel Niculescu, Alexandra Finder als Sofia Völz, Daniel Flieger als Gideon Degenhardt, Jorres Risse als Rico Baerwald, Laina Schwarz als Nora Steiner, Alfred Hartung als Marco Kovac, Michael Ihnow als Freier Thomas |           |                         |                    |                    |                                             |           |            |
| 327 | 26        | Chefsache (90 min.)     | 24. Feb. 2017      | Herwig Fischer     | Ulf Tschauder                               | 4,11 Mio. | 348/349    |
| Leah Cohen, eine israelische Journalistin, die Täter aus SS und Wehrmacht aufspürt und vor Gericht bringt, verschwindet bei ihrem Besuch in Deutschland. Dort wollte sie mit falscher Identität an einem Treffen von Neonazis teilnehmen, auf dem ein ehemaliger hochrangiger SS-Mann auftreten sollte. Den Fall leitet Kommissar Jan Maybach auf Wunsch des SOKO-Chefs Hajo Trautzschke, der bald in Rente geht und einen Nachfolger bestimmen muss. Unter der Leitung von Jan Maybach machen die Ermittler die Teilnehmer des Neonazi-Treffens ausfindig und befragen sie. Gastdarsteller: Horst Westphal als Leopold Franke, Anna Kubin als Sonja Franke, Daniel Donskoy als Avi Cohen, Danielle Kalleder als Miryam Cohen, Kai Ivo Baulitz als Oberkommissar Eversmann, Dieter Schaad als Franz Klinger, Martin Reik als Holger Brünning, Alexander Weise als Dennis Brettschneider, Naomi Krauss als Leah Cohen, Sebastian Fräsdorf als Oberstaatsanwalt Matthias Krauss |           |                         |                    |                    |                                             |           |            |